# Eublemmoides acrapex
Eublemmoides acrapex là một loài bướm đêm trong họ Erebidae.